# День шанування старших

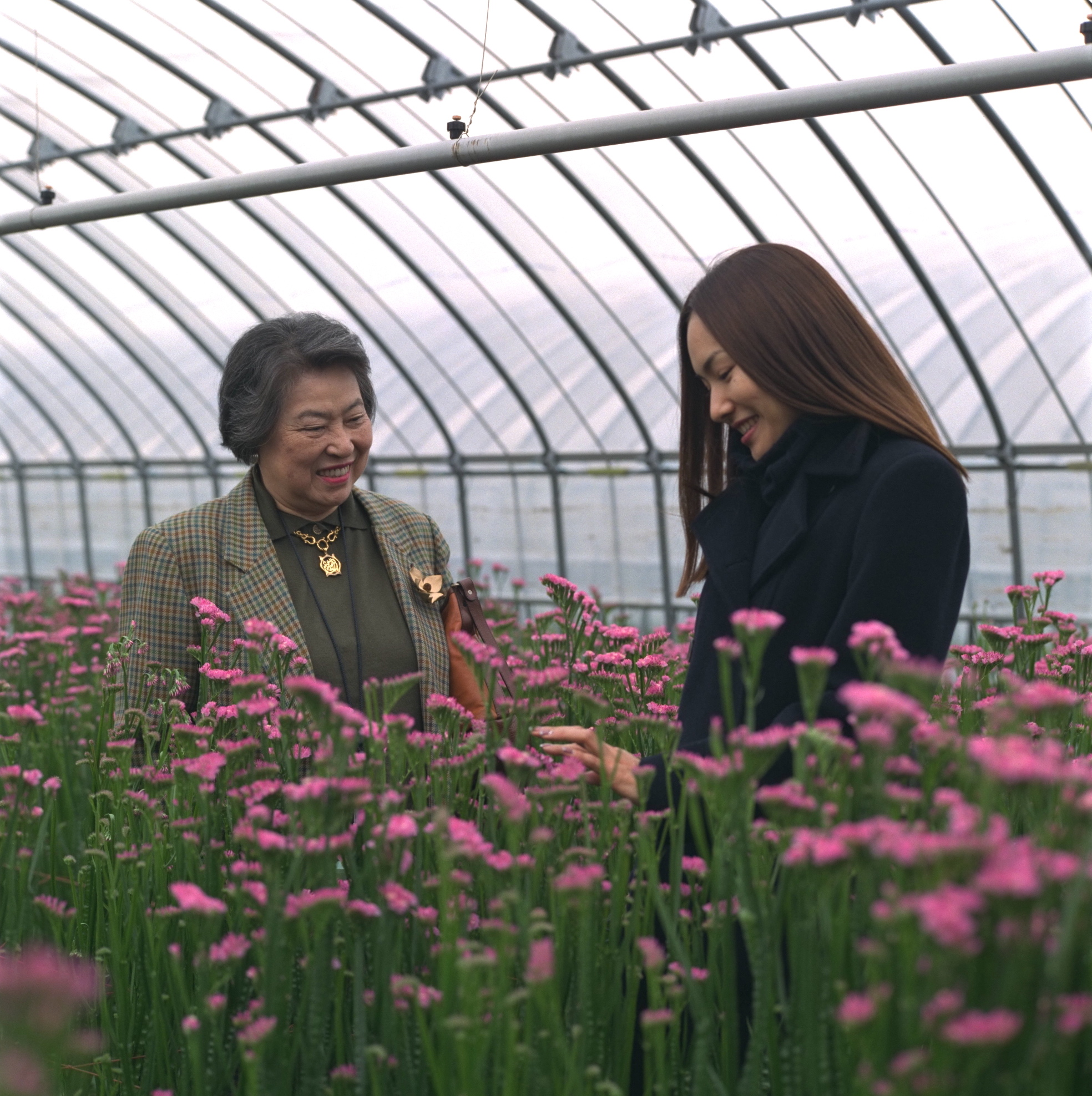
В День шанування старших прийнято дарувати дідусям та бабусям подарунки

День шанування старших (яп. 敬老の日, けいろうのひ, кейро-но хі) — національне японське свято, яке відзначається щорічно третього понеділка вересня як день подяки літнім людям, дідусям і бабусям (див. День дідусів і бабусь).

## Короткі відомості
Святкування Дня шанування старших було затверджено поправкою 1966 року до Законом про національні свята Японії. Згідно з цим Законом, мета Дня полягає у «вшановуванні літніх людей, які багато років трудилися для суспільства, та святкуванні їхнього довголіття».
Традиційно свято відзначалося щороку 15 вересня, проте у зв'язку переглядом дат національних свят та введенням японським урядом системи «щасливих понеділків» 2000 року, яка надавала можливість працюючим отримати триденну відпустку, святкування Дня шанування старших було перенесено на третій понеділок вересня. Ця зміна була внесена до діючого Закону про національні свята і вступила в дію з 2003 року.
Перенесення дати свята викликало протести громадських організацій, тому японська влада внесла поправку до 5 статті Закону про добробут літніх людей, за яким сім днів від 15 вересня оголошувалися «тижнем старших».
Прототипом Дня шанування старших був «День старих» (としよりの日) — місцеве свято села Номатані префектури Хього. Його затвердили у 1947 році з ініціативи голови села Кадовакі Масао та його помічника Ямамото Акіри. Свято відзначалося 15 вересня, в період завершення польових робіт. Головною ідеєю свята було цінування літніх людей та використання їхньої життєвої мудрості для розбудови села. У 1950 році «День старих» стали святкувати по всій префектурі, а згодом неофіційно по всій Японії. У 1964 році назву свята «День старих» замінили на «День шанування старших» і в 1966 році визнали національним святом.

### Святкування
До 2050 року.
| 15 вересня — 2003 • 2008 • 2014 • 2025 • 2031 • 2036 • 2042        |
| 16 вересня — 2013 • 2019 • 2024 • 2030 • 2041 • 2047               |
| 17 вересня — 2007 • 2012 • 2018 • 2029 • 2035 • 2040 • 2046        |
| 18 вересня — 2006 • 2017 • 2023 • 2028 • 2034 • 2045               |
| 19 вересня — 2005 • 2011 • 2016 • 2022 • 2033 • 2039 • 2044 • 2050 |
| 20 вересня — 2004 • 2010 • 2021 • 2027 • 2032 • 2038 • 2049        |
| 21 вересня — 2009 • 2015 • 2020 • 2026 • 2037 • 2043 • 2048        |